# Ignaców Poduchowny
Ignaców Poduchowny – część wsi Ręczno w Polsce, położona w województwie łódzkim, w powiecie piotrkowskim, w gminie Ręczno. 
Dawniej samodzielna wieś. Rozpościera się wzdłuż ulicy Spółdzielczej, na wschód od centrum Ręczna.
19 X 1933 utworzono gromadę Ignaców Poduchowny w granicach gmina Ręczno.
W latach 1975–1998 miejscowość administracyjnie należała do województwa piotrkowskiego.